# Strategus cessatus
Strategus cessatus är en skalbaggsart som beskrevs av Henry Frederick Wickham 1914. Strategus cessatus ingår i släktet Strategus och familjen Dynastidae. Inga underarter finns listade i Catalogue of Life.